# Distretto di Tazmalt
Il distretto di Tazmalt è un distretto della provincia di Béjaïa, in Algeria, con capoluogo Tazmalt.